# Della Pascoe
Della Pascoe (Portsmouth, Inglaterra; 28 de marzo de 1949 – 22 de junio de 2023) fue una atleta británica especialista en pruebas de carrera de velocidad que participó en los Juegos Olímpicos.

## Carrera

### Juegos Olímpicos
Tuvo su primera aparición en los Juegos Olímpicos en la edición de 1968 en México representando a Reino Unido, donde participó en la prueba de 100 metros donde quedó eliminada en las semifinales al terminar en séptimo lugar en su eliminatoria.
En la edición de Múnich 1972 en Alemania participa en la prueba de 200 metros donde queda eliminada en la ronda de cuartos de final luego de terminar en quinto lugar en su heat eliminatorio por medio segundo.

### Juegos de la Mancomunidad
Tuvo su única aparición en los juegos de la Mancomunidad de 1970 representando a Inglaterra en la prueba de 100 metros, donde quedó eliminada en las semifinales. También participó en el evento de 200 metros donde también quedó fuera en las semifinales.

## Muerte
Murió por complicaciones con la enfermedad de Parkinson el 22 de junio de 2023 a los 74 años.